# 山形県立新庄神室産業高等学校
山形県立新庄神室産業高等学校（やまがたけんりつ しんじょうかむろさんぎょうこうとうがっこう、Yamagata Prefectural Shinjō-Kamuro Industrial High School）は、山形県新庄市にある県立高等学校。
最上地方唯一の実業高等学校である。

## 概要
歴史
2003年（平成15年）に山形県立新庄農業高等学校（1946年（昭和21年）創立）と山形県立新庄工業高等学校（1949年（昭和24年）創立）の2校が統合されて開校した。2013年（平成25年）に創立10周年を迎えた。校名の「神室」（かむろ）は山形県と秋田県との県境に位置する修験の山、神室山に由来している。
設置課程・学科
全日制課程 4学科
- 食料生産科（農業）
- 農産活用科（農業）
- 機械電気科（工業）
- 環境デザイン科（工業）
- ビジネス創造科（商業）

校訓
「自立・創造・志高」
校章
2005年（平成17年）3月建築デザイン科卒業生によりデザインされた。校名（Shinjo）の頭文字Sをモチーフとしている。
校歌
作詞は近江正人、作曲は佐藤眞（東京芸術大学教授）による。歌詞は2番まであり、1番に校名の「神室」が登場する。

## 沿革
旧・山形県立新庄農業高等学校
- 1946年（昭和21年）3月30日 - 「財団法人近岡表慶会立 山形県最上農林学校」（実業学校）として発足。
- 1948年（昭和23年）
  - 3月5日 - 「最上郡町村組合立 山形県最上農林学校」に改称。
  - 4月1日 - 学制改革により、新制高等学校「最上郡町村組合立 山形県最上農林高等学校」に改称。
- 1949年（昭和24年）4月1日 - 統合により「山形県立新荘第一高等学校 農業課程」（通常制（全日制））となる。
- 1950年（昭和25年）4月1日 - 高校再編（統合）により「山形県立新庄高等学校 農業課程」（通常制）となる。
- 1952年（昭和27年）4月1日 - 高校再編（分割）により「山形県立新庄北高等学校 農業課程」（通常制）となる。
- 1956年（昭和31年）4月8日 - 農業課程に女子生徒が初めて入学。
- 1960年（昭和35年）4月1日 - 家庭課程を設置。
- 1963年（昭和38年）4月1日 - 通常制を全日制課程に、農業課程を農業科に、家庭課程を家政科に改称。
- 1964年（昭和39年）4月1日 - 家政科を生活科に改称。
- 1966年（昭和41年）4月1日 - 山形県立新庄北高等学校から農業科が独立し、「山形県立新庄農業高等学校」として独立。農業科と生活科の1、2年修了者を収容。
  - 定時制向町分校（現・山形県立新庄北高等学校最上校）が移管される。
- 1967年（昭和42年）4月1日 - 有畜農業科を新設。
- 1970年（昭和45年）- 新校舎が完成。
- 1974年（昭和49年）4月1日 - 自営者養成農業高等学校として文部省より指定を受ける。
- 1979年（昭和54年）4月1日 - 向町分校を山形県立新庄北高等学校に移管。
- 1986年（昭和61年）4月1日 - 学科改編により、農業科と有畜農業科を統合し総合農業科を新設。
- 1987年（昭和62年）4月1日 - 学科改編により、生活科を生活科学科とする。
- 2001年（平成13年）4月1日 - 学科改編により、生物生産科と生物環境科を設置。生活化学科の募集を停止。
- 2002年（平成14年）11月15日 -  閉校記念式典を挙行。
- 2003年（平成15年）3月31日 - 閉校。

旧・山形県立新庄工業高等学校
- 1949年（昭和24年）4月1日 - 「山形県立新荘第一高等学校 工業課程」（通常制・土木科）が発足。
- 1950年（昭和25年）4月1日 - 高校再編（統合）により「山形県立新庄高等学校 工業課程」（通常制）となる。
- 1952年（昭和27年）4月1日 - 高校再編（分割）により「山形県立新庄北高等学校 工業課程」（通常制）となる。
- 1956年（昭和31年）4月15日 - 木材工芸科設置期成同盟会を結成。
- 1957年（昭和32年）4月20日 - 最上郡高等学校組織研究会を結成。
- 1960年（昭和35年）4月22日 - 産業高等学校期成同盟会を結成。
- 1961年（昭和36年）
  - 3月10日 - 山形県立新庄工業高等学校の設置が決定する。
  - 12月27日 - 山形県立新庄工業高等学校（仮称）設立準備委員会が結成される。
- 1962年（昭和37年）4月1日 - 山形県立新庄北高等学校から工業科が独立し、「山形県立新庄工業高等学校」として独立。工業科の1、2年修了者を収容。
  - 機械科・土木科・工芸科の3学科を設置。
- 1963年（昭和38年）
  - 4月1日 - 電気科を新設。
  - 4月2日 - 新校舎（新庄市大字金沢字南沢）に移転を完了。
- 1965年（昭和40年）9月20日 - 校歌を制定。
- 1966年（昭和41年）- 体育館が完成。
- 1973年（昭和48年）4月1日 - 工芸科の募集を停止し、インテリア科を設置。
- 1978年（昭和53年）6月1日 - グラウンドを拡張。
- 1993年（平成5年）3月31日 - 機械科にFAシステムを導入。
- 1995年（平成7年）3月22日 - 電気科にデジタル通信実習装置を導入。
- 1996年（平成8年）3月27日 - 土木科に総合測量システムを導入。
- 2001年（平成13年）4月1日 - 学科改編により、機械システム科・電気システム科・建設システム科・建築デザイン科を設置。
- 2002年（平成14年）10月18日 - 閉校記念式典を挙行。
- 2003年（平成15年）3月31日 - 閉校。

山形県立新庄神室産業高等学校
- 2002年（平成14年）4月1日 - 山形県立新庄産業高等学校（仮称）の開校準備委員会が発足。
- 2003年（平成15年）
  - 4月1日 - 山形県立新庄農業高等学校と山形県立新庄工業高等学校の2校が統合され、「山形県立新庄神室産業高等学校」が開校。
    - 農業系2学科（生物生産・生物環境）と工業系4学科（機械システム・電気システム・建設システム・建築デザイン）、計6学科を設置。

  - 9月25日 - 開校記念式典を挙行。
- 2004年（平成16年）
  - 12月4日 - 校門が完成。
  - 12月23日 - 校訓を制定。
- 2005年（平成17年）- 校舎が完成。
- 2006年（平成18年）11月16日 - 文部科学省指定研究「目指せスペシャリスト」発表会の会場となる。
- 2009年（平成21年）4月1日 - 学科改編により建設システム科と建築デザイン科の募集を停止し、環境デザイン科を設置。
- 2011年（平成23年）3月31日 - 建設システム科と建築デザイン科を廃止。農業系2学科と工業系3学科、計5学科体制となる。
- 2015年（平成27年）4月1日 - 山形県立真室川高等学校を統合し、真室川校（分校）となった[1]。
  - 新庄神室高等学校と真室川校の間でキャンパス制[2]を導入する予定[1]。
- 2020年（令和2年）4月1日 - 学科改編により生物生産科と生物環境科の募集を停止し、食料生産科と農産活用科を設置。
- 2022年（令和3年）3月31日 - 生物生産科と生物環境科を廃止。
- 2024年（令和5年）4月1日 - 新庄南高校の総合ビジネス科の募集停止に伴い、新たにビジネス創造科を設置[3]。

## 部活動
運動部
- 野球部
- ボクシング部
- 相撲部
- 自転車競技部
- 陸上競技部
- サッカー部
- 男子バスケットボール部
- 女子バスケットボール部
- バドミントン部
- 卓球部
- 女子バレーボール部
- ソフトテニス部
- 剣道部
- 柔道部

文化部
- 機械技術部
- 建設技術部
- 農業生産部
- 吹奏楽部
- 郷土芸能部
- ライフクリエイト部
- 美術部

## 交通アクセス
最寄りの鉄道駅
- JR東日本 「新庄駅」より徒歩30分

## 著名な出身者
旧・新庄農業
- マッコイ斎藤（テレビディレクター、演出家、テレビプロデューサー）

旧・新庄工業
- 井上薫（山形県真室川町長）